# Хамидски бейлик
Хамидския бейлик е един от малоазийските бейлици от 14 век, възникнали след разпада на Иконийския султанат, обхващащ областите около градовете Егирдир и Ъспарта в южната част на Мала Азия.

## История
Като самостоятелна държава бейликът се формира при управлението на Фелек ал-Дин, чийто баща Иляс и дядо Хамид служат в областта под властта на иконийските султани. Братът на Фелек Юнус основава бейлика Теке разположен на юг, на брега на Средиземно море.
Малко след като завзема бейлика Гермиян около 1378 година, османският владетел Мурад I анексира и Хамидския бейлик.